# Герб Гайаны
Герб Гайаны — один из государственных символов Гайаны. Был утверждён парламентом страны 25 февраля 1966 года, после того как королева Елизавета II пожаловала его Гайане.
Центральным мотивом герба является щит посередине, в центре которого изображены три голубые волнообразные линии, символизирующие три главных реки Гайаны (Бербис, Демерара и Эссекибо). Над ними расположено изображение виктории регии, национального цветка Гайаны, говорящее о богатой растительности страны, а под ними — изображение гоацина, редкой птицы, обитающей преимущественно на северо-востоке Южной Америки.
Щит поддерживается двумя ягуарами, один из которых держит кирку — символ горнодобывающей промышленности, а другой — росток сахарного тростника и побег риса, что символизирует сельское хозяйство Гайаны. Над щитом находится шлем, перья которого олицетворяют коренное индейское население, а оба драгоценных камня по его бокам — горное дело в стране. Сам шлем символизирует тесную связь Гайаны с Соединённым Королевством. Под щитом и под ягуарами расположена белая лента с национальным девизом на английском языке, гласящим: «Один народ, одна нация, одна судьба» (англ. One People, One Nation, One Destiny). Надпись выражает стремление к единству всех национальных и расовых групп населения страны.
https://government.gy/images/brand/logo_ko.png